# Arutani
Gli Arutani (o anche Awakê) sono un piccolo gruppo etnico sud americano dell'Amazzonia stazionati in Brasile e in Venezuela. Erano coltivatori sedentari che praticavano il debbio, il quale richiede un trasferimento periodico quando il terreno diventa esausto, oltre alla agricoltura si dedicavano anche ad attività quali pesca, raccolta e caccia. Gli arutani sono stati influenzati culturalmente dai galibi, iniziarono a praticare la coltivazione solo dopo il XVI secolo, ci un'ulteriore acculturazione in seguito al contatto europeo. Si trovano lungo il fiume Paraguay ed oggi vengono considerati un sottogruppo degli Xiriâna. Nel 1998 il censimento ammontava a 30 in Venezuela e 22 madrelingua in Brasile.
La lingua arutani (ISO 639: ATX) è parlata da soli 17 individui ed è ad un passo dall'estinzione.
Vivono nello stato di Roraima in Brasile.